# FLOW LIVE TOUR 2007-2008「アイル」FINAL at 日本武道館
『FLOW LIVE TOUR 2007-2008「アイル」FINAL at 日本武道館』（フロウ・ライブ・ツアー・2007-2008・アイル・ファイナル・アット・にっぽんぶどうかん）は、日本のバンドFLOWのライブDVDである。2008年12月24日発売。

## 収録曲
1. 流星
2. ブラスター
3. Steppers high
4. プラネットウォーク 〜 7th Heaven 〜 サムライアフロ 〜 プラネットウォーク
5. WORD OF THE VOICE
6. COLORS
7. Answer
8. 旅人
9. 冬の雨音
10. DAYS
11. 海へ行こう
12. Around the world
13. 太陽の唄
14. I WILL
15. 椿
16. WORLD END
17. Rookie
18. Smells like thirty spirit
19. Re:member
20. GO!!!
21. SURVIVE 〜mission No.149〜
22. ありがとう
23. 流星
24. Garden